# Breda Reactor
Breda Reactor es un álbum en vivo de la banda inglesa de jazz fusion Soft Machine.

## Lista de canciones

### Disco 1
1. «Eamonn Andrews»
2. «Mousetrap»
3. «Noisette»
4. «Backwards»
5. «Mousetrap Reprise»
6. «Hibou Anemone & Bear»

### Disco 2
1. «Facelift»
2. «Moon In June»
3. «12/8 Theme»
4. «Drum Link»
5. «Esther's Nose Job»
6. «Pigling Band»
7. «Cymbalism»
8. «Out-Bloody-Rageous (excerpt)»
9. «Esther's Nose Job (reprise)»
10. «We Did It Again»

## Personal
- Mike Ratledge – teclados
- Hugh Hopper – bajo
- Robert Wyatt – batería, voz
- Elton Dean – saxofón alto, saxello

Adicionales
- Lyn Dobson – saxofón soprano y tenor, flauta, armónica